# Louis Achille Delaquerrière
Louis Achille Delaquerrière, né le 24 février 1856 aux Loges et décédé à Paris le 11 septembre 1937, est un ténor léger  (premier ténor) qui a fait carrière dans l'opéra-comique, de 1880 à 1900, d'abord à la Monnaie de Bruxelles et par la suite, surtout à l'Opéra-Comique de Paris. Il quitte la scène encore jeune. Il se consacre alors pendant les vingt-cinq années suivantes à l'enseignement du chant à Paris, appliquant les principes de l'école de chant française. L'Opéra et l'Opéra-Comique de Paris recrutent régulièrement parmi ses élèves. 

## Biographie et carrière
Élève du petit séminaire de Rouen, il devient membre de la manécanterie de la cathédrale de cette ville . Après un baccalauréat ès lettres, il va étudier le droit à Paris mais il fréquente bientôt l'École Niedermeyer, où il étudie le piano, l’orgue et la composition. Il travaille le chant avec Louise de Miramont-Tréogate, qu'il épousera par la suite, et avec Jean-Baptiste Faure.
En 1881, il débute comme ténor léger à l'Opéra-Comique de Paris dans Le chalet d’Adolphe Adam (rôle de Daniel) . Il passe ensuite trois ans à la Monnaie de Bruxelles ; il y chante dans la création des versions françaises de Die Meistersinger von Nürnberg de Wagner (rôle de David), et Mefistofele de Boito (rôle de Wagner). Il participe à la création de Le Panache blanc de Philippe Flon, en plus de chanter dans Le Trésor de Charles Lefebvre, Joli Gilles de Ferdinand Poise et les Huguenots de Meyerbeer.
Il passe une saison à Genève, puis revient à Paris en 1886 pour chanter à l'Opéra-Comique dans Le Barbier de Séville (rôle d’Almaviva) . Il chante ensuite des rôles importants dans Mignon (rôle de Wilhem Meister), La Dame blanche (Georges Brown), La traviata (Alfredo), Carmen (Don José), mais aussi dans L'ombre de Friedrich von Flotow, Le Postillon de Lonjumeau d’Adam, Fra Diavolo d’Auber, Le pré aux clercs d’Hérold et Le Déserteur de Monsigny. En 1887, il crée le rôle du duc de Nangis dans Le Roi malgré lui de Chabrier. Cette même année, il chante Almaviva dans la centième représentation du Barbier de Séville, aux côtés de Cécile Mézeray en Rosine et de Gabriel Soulacroix (chanteur) en Figaro.
Le chanteur est en bons termes avec de nombreux artistes et compositeurs de son époque. Par exemple, Emmanuel Chabrier est un ami très proche. En 1888, Delaquerrière lui propose de monter un concert de ses œuvres à Royan, où il chantait avec succès. Dans une de ses lettres les plus amères, Chabrier rejette l’idée avec désespoir. D’ailleurs, on retrouve dans les archives du chanteur des lettres des plus grands compositeurs de son époque (notamment Camille Saint-Saëns, Alfred Bruneau, Emmanuel Chabrier, Gustave Charpentier, André Messager, Reynaldo Hahn), mais aussi de plusieurs personnalités des milieux théâtral et littéraire, de même que des manuscrits dont un de Liszt. 
Delaquerrière est engagé à Monte Carlo en 1889. Il y chante dans Mireille de Gounod (rôle de Vincent), Philémon et Baucis de Gounod aussi (rôle de Philémon), Mignon (Wilhem Meister), Les Dragons de Villars de Louis-Aimé Maillart (Sylvain) et Carmen (Don José) .
En 1893, il crée le rôle de Pierre dans Madame Chrysanthème de Messager, au Théâtre-Lyrique. C’est là qu’il ajoute à son répertoire Obéron de Weber. Par la suite, il va créer Paillasse de Leoncavallo, en français, à Marseille, avant de rentrer à l'Opéra-Comique. Son dernier rôle sur scène est dans une création, Le duc de Ferrare, de Georges Marty, en 1899. Après quoi, il quitte la scène encore jeune et se consacre à l'enseignement.

## Héritage artistique
Pendant les vingt-cinq années suivantes, l'Opéra de Paris et l'Opéra-Comique recrutent des artistes parmi ses élèves. Plusieurs vedettes, des chanteurs, mais aussi des acteurs, viennent répéter avec lui, tels Lucienne Bréval, Paul Franz, Edmond Clément, Germaine Lubin, Raymonde Visconti et Alice Raveau. Emma Calvé n’a pas été son élève, mais elle allait fréquemment répéter chez les Delaquerrière, particulièrement quand ils se trouvaient ensemble à Bruxelles. Lui qui, dans sa jeunesse, avait été refusé au Conservatoire de Paris, y revient alors pour faire partie du jury d’admission en 1910 et des concours en 1929 et 1933.
Son fils José Delaquerrière (Paris, 16 septembre 1886 – Montréal, Québec, 10 avril 1978), ténor lui aussi, a reçu l’enseignement de ses parents avant de faire carrière à l’opérette d’abord, puis comme professeur et chef de chœur. Dans son livre Savoir chanter, il présente les aspects théoriques et pratiques de l’école française de chant Delaquerrière . Différentes parties des cahiers de notes de Louis et José, relatifs à la voix, ont été retranscrits et traduits en anglais par Sophie Louise Roland dans sa dissertation de doctorat.